# 坂本雅
坂本 雅（さかもと みやび、2000年4月8日 - ）は、日本の女子バスケットボール選手である。ポジションはシューティングガード。Wリーグのアイシン ウィングス所属。

## 来歴
大阪府和泉市出身。
桜花学園高校でインターハイ、ウインターカップ、国体優勝。U16アジアカップで準優勝を経験。
高校卒業後は愛知学泉大学に進学。U19ワールドカップに出場。インカレ3位も経験。
2023年1月、アイシン ウィングスにアーリーエントリーとして加入。

## 日本代表歴
- 2018年 U18アジアカップ
- 2019年 U19ワールドカップ